# 渋谷昇
渋谷 昇（澁谷昇、しぶや のぼる、1904年〈明治37年〉9月23日 - 1994年〈平成6年〉6月6日）は、日本の実業家・政治家・慈善家。広島県福山市出身。福山市市議会議員。福山通運、ベッセルを創業し、しぶや美術館、福山通運渋谷長寿健康財団、財団法人渋谷育英会を創設した。1956年に紺綬褒章受章、以後、延べ15回受章。

## 人物

### 生い立ちと福山地所の創業
広島県芦品郡有磨村下有地山村（現在の福山市芦田町下有地）に5人兄弟（2男3女）の男（4番目）として、かつて庄屋を務めた旧家に生まれる。父・新太郎は土建業を営み、比較的裕福な家であった。芦田川の治水事業を多く手がけ、地区の中心的な名家であったが、1919年（大正8年）7月に備後地方を襲った未曾有の大水害によって、手がけていた芦田川堤防工事、県道の補修工事、城山 の砂防工事のすべてが跡形も無く崩壊し、大損害をこうむった。その復旧工事の最中であった同年9月に再び大水害が起き、甚大な被害をこうむる。請負工事の追加費用は莫大な金額となり、渋谷家は先祖伝来の土地のほとんどを手放すことになった。
1920年（大正9年）に府中尋常高等小学校を卒業するが、上記の金銭的問題により2位で合格した県立福山中学（現・広島県立福山誠之館高等学校）への進学を諦め、大崎上島の県立商船学校（現・広島商船高等専門学校）に進む。県立商船学校では航海科を選択し、成績も優秀であったが持病の脱毛症が悪化して苛めにあい、教員の薦めで休学して芦田町に戻ることとなる。脱毛症のため徴兵検査も不合格となった。1924年（大正13年）10月、芦田町で実家の土建業を継承し、父の負債も継承する。このため県立商船学校を中退。府中市の扇橋は、芦田町在住当時の建設事例である。
- 1930年（昭和5年）12月26日、28歳の時に11歳年下の女性と結婚[6]。妻は現在の府中市栗柄町の出身で、女学生だったが当時の芦田町町長の仲介で婚姻を結んだ。後年、渋谷は同町長の次男の仲人を引き受けている。
- 1947年（昭和22年）4月、福山市議会議員に立候補し3位当選するが、1期限りで引退。まどろっこしい議論が肌に合わず、辞表を出したが受理してもらえなかった。あまり議会には出席せず欠席率ワースト1であった[7]。
- 1947年（昭和22年）7月、福山市に「株式会社渋谷組」を設立。
- 1948年（昭和23年）9月16日、「福山印刷株式会社」を設立。
- 1966年（昭和41年）5月「株式会社渋谷組」を「福山地所株式会社」と改称[8]。この頃は不動産業が中心業務となっていた。
- 1974年（昭和49年）9月、福山駅北口に「福山キャッスルホテル」[9] をオープン。
- 1976年（昭和51年）、「福山印刷株式会社」を「福山地所株式会社」に吸収合併。
- 1984年（昭和59年）、福山駅南口に「福山ニューキャッスルホテル」をオープン。福山通運会長となる。
- 1990年（平成2年）、福山通運名誉会長職に就任。
- 1994年（平成6年）6月6日心不全で死去。89歳没[10]。正四位に叙せられる。

渋谷の死後「福山地所株式会社」は、ベッセル株式会社 と社名変更している。

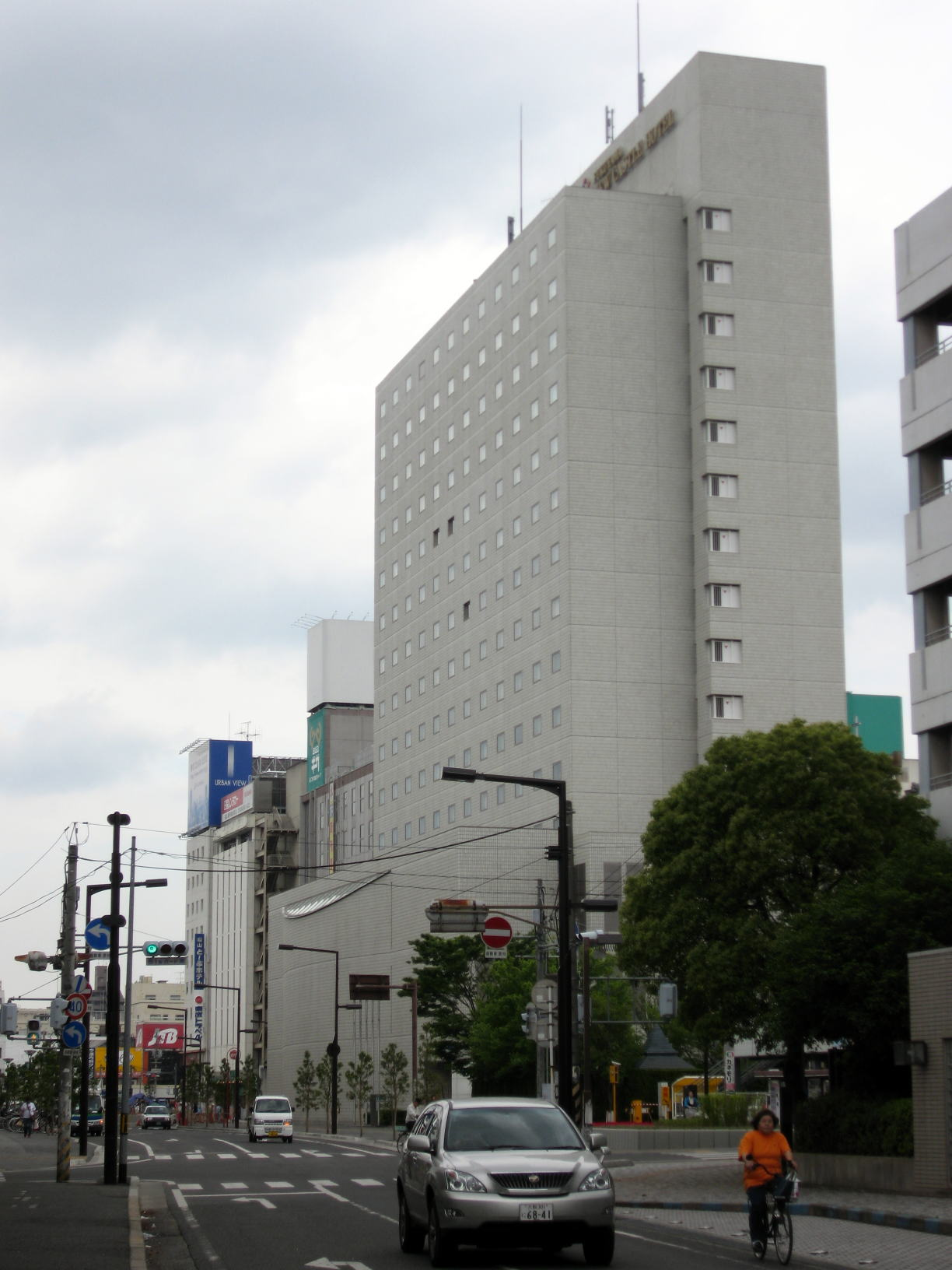
福山ニューキャッスルホテル

### 福山通運の創業
1948年（昭和23年）、広島県福山市で廃業した運送会社の福山支店の設備を譲りうけ、「福山貨物運送株式会社」を創業。後に福山通運と改称。1970年11月東証一部上場。他社が躊躇するような大型トラックを積極的に導入するなどして事業者向けの運輸事業で業績を伸ばし、渋谷は、創業22年・1代をして東証一部上場の全国ネットの運送会社に成長させた。渋谷の死去時には年商530億円に達していた。

### その他の活動
他にも、以下のような要職に就いた。
- 福山市市議会議員[2]
- 福山商工会議所副会頭
- 中国トラック協会会長（1968年）[2]
- 全日本トラック協会副会長（1969年）[2]
- 貨物自動車運送事業振興センター理事長

### 栄典
- 1956年、紺綬褒章受章。以後、延べ15回受章した[2]。
- 1965年、広島陸運局長表彰[2]
- 1978年、勲二等瑞宝章受章[2]
- 1981年、福山市名誉市民[2]
- 1986年、勲二等旭日重光章受章[2]
- 1994年、正四位に叙せられる[2]

### 資産
- 1975年の年収は土地売却益を中心に34億円の個人収入で全国2番の年収であった。またこの時点で土地資産だけでも約150億円を所有したとされる。

## 特記事項
- 1949年、福山競馬場の建設にあたり、総工費の1/3を立て替えた。
- 1953年、私有物となっていた福山城公園内の福寿会館を個人的に買取り、そのまま福山市に寄贈した。
- 1974年、福山武道館の建設に当たり多大な寄付を行い、福山武道館少年剣道教室の名誉会長を務めた。
- 1985年、私財11億1000万円を拠出して『財団法人渋谷育英会』を設立。[2][14] 福山市の教育発展にも寄与した。
- 1992年、私財10億円を拠出して財団法人 福山通運渋谷長寿健康財団を設立し、初代会長に就任した。就任の挨拶で、「自分は学校に学ばず、世間に言う無学だが、どうしたらこの地域社会に貢献できるかいつも考え学んできた。」と述べた。
- 1993年、「福山ニューキャッスル」ホテル地下1階にしぶや美術館[15] を開館し所蔵の美術品を寄贈した。
- 渋谷の死去後、自宅(福山市本町)は、妻によって「しぶや美術館」に寄贈された。邸宅は改修された後に「しぶや美術館」別館として公開され、また北側に新設の展示館を建築し、そこに「しぶや美術館」自体も移転した。[2][16]
- 妻との間に息子が生まれたが4歳のときに亡くなった。それ以外に実子は無く、福山通運や福山地所（現「ベッセル」）等は、親族や養子が社長に就任した。
- 妻との縁談は、昇が当時の有磨村の村長であった河村實に仲介を依頼して縁談が進んだ。昇は恩返しに實の息子の仲人をしている。
- 福山市内3箇所に銅像が建立されている。
  1. 福山市東深津町 福山通運本社敷地内
  2. 福山市本町 「しぶや美術館」
  3. 福山市本町 福山市武道館
- 澁谷昇の生家跡には屋号である「三歩市跡」の石碑が建立されている。敷地自体は自治体に寄贈され、現在では公民館が建っている。

## 脚註
1. 1 2 3  牛越弘・四方田武紀 (1984年10月13日). “広島県（4）二葉会軸に地域振興を推進（産業人国記）”. 日経産業新聞 (日本経済新聞社):  p. 12
2. 1 2 3 4 5 6 7 8 9 10 11 12 13 14  日外アソシエーツ現代人物情報
3. ↑  現在の福山市新市町の相方城周辺
4. ↑  『人間　澁谷昇』p34より引用
5. ↑  『人間　澁谷昇』p39より引用
6. ↑  『人間　澁谷昇』p69
7. ↑  『人間　澁谷昇』p87
8. ↑  ベッセル（福山市）郊外型ホテル建設を加速。『山陽新聞』2007年4月11日（水）掲載
9. ↑  現在の「キャッスルイン福山」
10. ↑  渋谷昇氏死去　『朝日新聞』【大阪】1994年6月7日　大阪夕刊　11頁　1社　(全126字)
11. ↑  現在では、ベッセル株式会社・株式会社ベッセルホテル開発・株式会社ベッセルテクノサービス・ベッセルプリンティングなどのグループ企業になっている。
12. ↑  ベッセル代表取締役社長　澁谷誠さん　ASAHI.com ビジネスびんご 2009年8月17日掲載
13. ↑  福山市公式WEB 福山市の名誉市民
14. ↑  渋谷育英会は、奨学金制度の運用や図書館などの文化施設への寄付、NHK交響楽団への資金援助などを行っている。
15. ↑  日本の画壇に大きな足跡を残した小林和作画伯の作品を中心に、備後にゆかりのある作家の作品を幅広くコレクションしている。中には2つの展示室、和室、茶室、やきもの工房等も整備されている。
16. ↑  財団法人しぶや美術館 おでかけ情報　JRおでかけネット